# Rostkowo

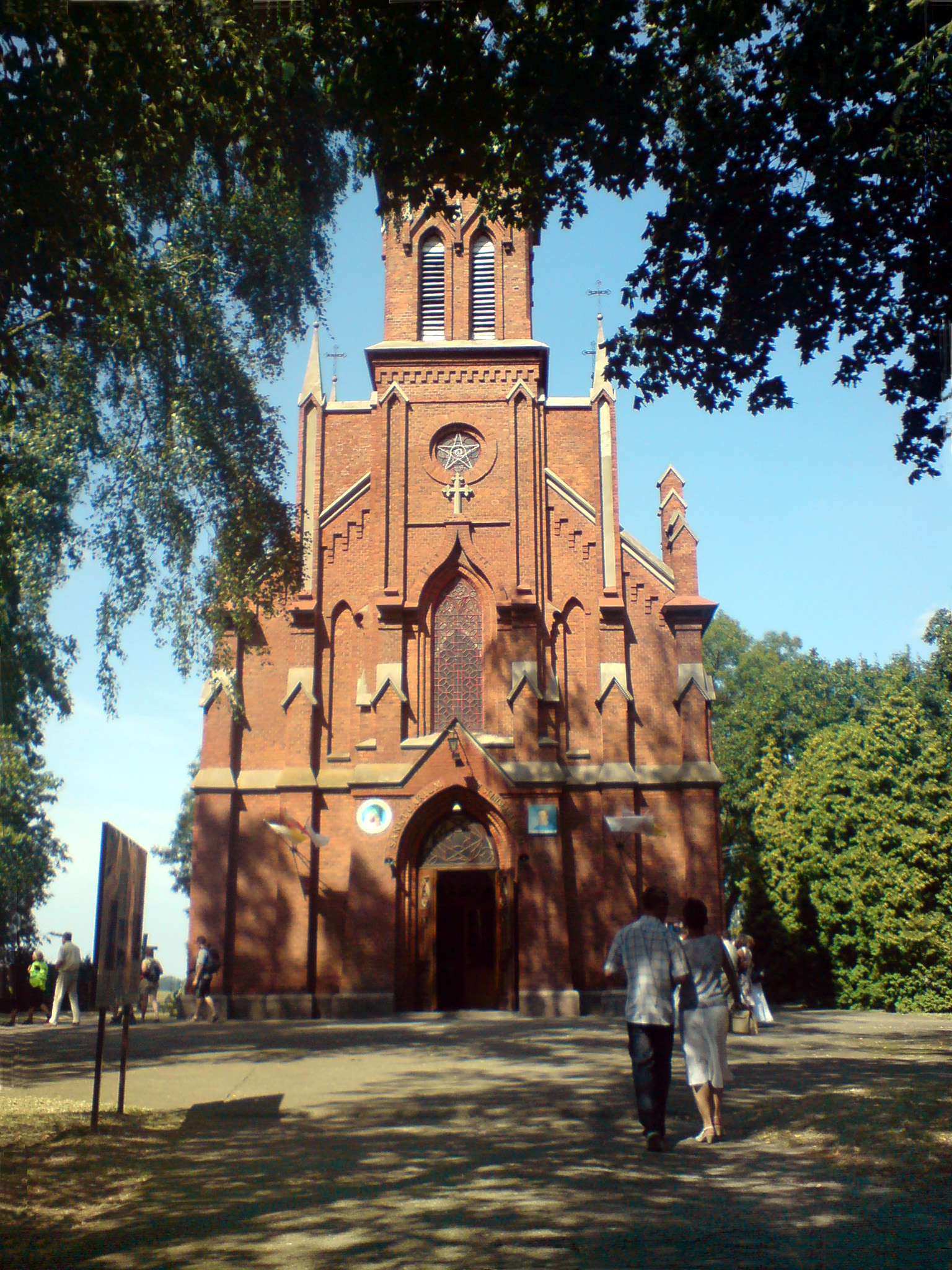
Sankt Stanislaus Kostkas kyrka i Rostkowo.

Rostkowo är en by i Powiat Przasnysz i Masoviens vojvodskap i östra Polen. Byn hade 380 invånare år 2005. Rostkowo är känt för att vara helgonet Stanislaus Kostkas födelseort.
Från 1975 till 1998 tillhörde Rostkowo Ciechanóws vojvodskap.